# INaturalist
iNaturalistは市民科学のプロジェクトであり、ナチュラリスト、市民科学者、生物学者などを対象としたオンラインのソーシャル・ネットワーキング・サービスでもある。
地球上の生物多様性に関する観察記録をマッピングし共有するというコンセプトの元作られた。
誰でもiNaturalistのウェブサイトなどから生物の観察記録を投稿することができ、また、ユーザーは誰でも他のユーザーの投稿した観察記録を同定してサイトの正確性に寄与することができる。
ユーザーが観察記録を追加し、また各分類群の専門の有志がそれぞれに同定を追加することにより、学術データベース、科学研究プロジェクト、博物館やその他の組織にとって有益なオープンデータを提供する。
2008年の設立から、2021年12月29日現在まで、ユーザーによって9900万投稿を超える観察記録が寄せられ、iNaturalistは"自然史関連のモバイルアプリケーションの旗手"と評価されている。

## 概要
2021年12月29日現在、iNaturalistは494万人以上のユーザーからなり、世界中からの動物、植物、菌類、その他の生物の観察記録が9,900万回以上投稿された。これは375,000種分の同定済み観察記録を含み、未同定の記録も含めるとさらに増加すると思われる。iNaturalistのプラットフォームは、データのクラウドソーシングに基づいている。
ユーザーは、生物やその痕跡の観察記録を写真、音声記録、目撃情報の形で投稿できる。
 全ての観察記録は、"カジュアル"、"要同定"、"研究用" の3つに分類される。
投稿後、観察日時、観察場所と画像/音声記録が揃っている場合は、観察記録は自動的に”要同定”と分類され、別ユーザーが同定を追加（または既存の同定に合意）し、全体の3分の2以上が同定に合意している場合にのみ、”研究用”と分類される。また、観察記録に必要な情報が不足または不正確な場合は、"カジュアル"と分類され、外部のデータベースに反映されない。
また、観察場所に関しては、乱獲などを防止するため、詳細な場所が公開されないようにする設定("不明瞭")が使用可能である。

研究用グレードの観察記録は、地球規模生物多様性情報機構（GBIF）など、研究に使用されるオンラインデータベースに取り入れられ、統計学的な研究に使用されている。
また、すべてのユーザーはどの観察記録にも同定を追加することができ、2021年12月29日現在、23万人を超える同定者が存在する。
Inaturalistはウェブサイトとアプリケーション双方利用可能であるが、アプリケーション版ではウェブ版に比べ検索機能などの機能が少ない。

iNaturalistはメキシコにおいて、生物多様性をクラウドソースするためのアプリケーションとして最優位である。 2017年には国際連合環境計画が世界環境デーを祝うために、iNaturalistとチームを作った。

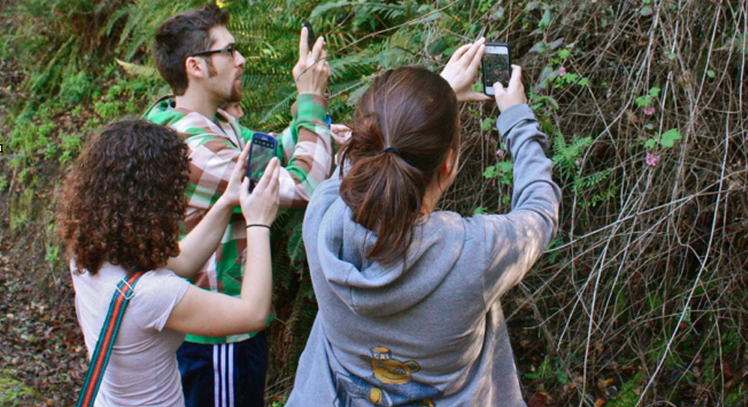
iNaturalistのアプリをフィールドで使用する

また、ユーザーらによって、多くのテーマにまたがる97,000以上のプロジェクトが作られ寄与されている。 
プロジェクトには、例えば、分類群や地域固有のBioblitz（生物相の調査）、ロードキルの観察記録、アニマルトラック、外来種の拡大の記録などがある。
アメリカ合衆国国立公園局は、2016年に開催された国立公園BioBlitzから観察記録を記録するためにiNaturalistとパートナーシップを結んだ。このプロジェクトでは、2016年8月のうちで100,000回以上の記録がなされた。 2011年、iNaturalistは世界の両生類と爬虫類 のBioBlitzの両方でプラットフォームとしての力を発揮し、その際は観察記録が世界中での両生類・爬虫類の出現と分布をモニターするために使われた。

## 歴史
iNaturalist.org はカリフォルニア大学バークレー校情報大学院に在籍していたNate Agrin、Jessica Kline、Ken-ichi Uedaの修士課程課題として2008年に始められた。 Nate Agrinと Ken-ichi Uedaは web開発者のSean McGregorとiNaturalistのウェブサイトを継続した。
2011年にUedaは、スタンフォード大学の博士研究員であり、カリフォルニア大学バークレー校で講師をしていたScott Loarieと協働を開始した。UedaとLoarieはiNaturalist.orgの取締役を勤めている。
この組織は2014年4月24日にカリフォルニア科学アカデミーと合併した。 2014年、iNaturalistに登録されている観察記録は100万件に到達した。 2017年には"コンピューター・ビジョン"と呼ばれる人工知能による画像からの自動的な種同定の機能がブラウザとモバイルアプリの両方に組み込まれた。これにより、ユーザーは投稿した画像を自動的に同定することが可能になった。